# Резня в Хартуме
Резня в Хартуме произошла 3 июня 2019 года, когда военные Переходного военного совета, под руководством Сил быстрой поддержки, которые являются непосредственными преемниками ополчения джанджавидов, применили огнестрельное оружие и слезоточивый газ с целью разогнать лагерь протестующих в Хартуме, убив более 100 человек. Определить точное число погибших оказалось затруднительно. По меньшей мере сорок тел были брошены в реку Нил. Сотни безоружных гражданских лиц были ранены, ещё сотни мирных протестующих были арестованы, многие семьи подверглись террору в своих домах по всему Судану, спецназовцы Сил быстрой поддержки изнасиловали 70 женщин и мужчин. В дни после резни Интернет был практически полностью заблокирован по всему Судану, что и затруднило оценку числа жертв.

## Предыстория
Протесты в Судане начались в декабре 2018 года, после чего в апреле следующего года военные отстранили и арестовали президента Омара аль-Башира и создали Переходный военный совет (ПВС), который возглавил генерал-лейтенант Ахмед Авад ибн Ауф.
После непрекращающихся протестов Авад Ибн Ауф объявил о своей отставке и сказал, что выбрал генерал-лейтенанта Абдель Фаттах аль-Бурхана своим преемником. Протестующие, поддерживаемые Ассоциацией профсоюзов Судана и демократическими оппозиционными группами, участвовали в уличных демонстрациях, призывая правящий Переходный военный совет «немедленно и безоговорочно» отойти от управления государством в пользу переходного гражданского правительства, которое проведёт реформы в Судане. В течение примерно двух месяцев Военный совет вовлекал Альянс за свободу и перемены, образованный «Ассоциацией профсоюзов Судана» и демократическими силами, в диалог и дискуссию о том, как создать переходное правительство. Спор возник вокруг того, какая сила в итоге должна стать ведущей — гражданская или военная. Было много попыток разогнать протестующих и прекратить сидячую забастовку перед военным штабом в Хартуме.
30 мая «Ассоциация профсоюзов Судана» (АПС) выразила обеспокоенность по поводу нападения со стороны Военсовета (ПВС), которое 29 мая повлекло гибель двух граждан, включая беременную женщину. АПС предупредила, что военные машины сил государственной безопасности скапливаются вокруг зоны сидячей забастовки. 1 июня АПС заявила, что у есть основания полагать, что ПВС «планирует и работает над тем, чтобы положить конец мирной сидячей забастовке близ штаб-квартиры с применением чрезмерной силы и насилия» после того, как три человека были убиты в ходе инцидентов на окраине зоны демонстрантов в течение предыдущей недели.

## Резня 3 июня
3 июня 2019 года вооруженные силы ПВС, возглавляемые Силами быстрой поддержки, вместе с другими подразделениями применили огнестрельное оружие и слезоточивый газ, а также звуковые бомбы с целью разгона сидячей забастовки. Погибло более 100 мирных протестующих.
Оценить количество жертв было сложно в последующие дни после кровавой расправы из-за блокировки интернета и присутствия сил безопасности на улицах. Интернет в Судане был почти полностью заблокирован во время и после кровавой расправы, а ополченцы-джанджавиды имели широкое присутствие по всему Хартуму и препятствовали документированию количества жертв.
По состоянию на вечер 4 июня 2019 года поступали сообщения о большом количестве пострадавших в зоне сидячей забастовки, которых было трудно эвакуировать. Было несколько сообщений о телах, брошенных в Нил. Сотни безоружных гражданских лиц были ранены, ещё сотни арестованы. Многие семьи подвергались террору и пыткам в своих домах по всему Судану. По словам врачей в больницах Хартума, спецназовцы Сил быстрой поддержки изнасиловали 70 женщин и мужчин.
9 июня свидетели сообщили о запахе гнилых трупов, исходящих из дренажных каналов, и подозревали, что солдаты бросали туда жертв. В общей сложности, более 200 военных транспортных средств были использованы для нападения, в котором участвовало более чем 10 000 солдат и других неопознанных сил в полицейской форме.

### Хронология
Ниже приводится хронология того, что происходило в сидячем лагере:
- 4:30 утра: ополченцы-джанджавиды и другие подразделения ПВС начали обследование района сидячего лагеря в рамках подготовки к нападению[29].
- 4:55 утра: около 100 военных автомобилей, принадлежащих ополченцам «Джанджавид», вооружённые тяжёлым военным огнестрельным оружием, включая зенитное, приблизились к лагерю. Солдаты с оружием и дубинками начали окружать военный штаб в Хартуме. Автомобили не позволили безоружным гражданским лицам проникнуть в военный штаб. Одновременно прибыли ещё 100 белых пикапов без номерных знаков, заполненных солдатами в полицейской форме. Другие солдаты-джанджавиды были также замечены в огромных количествах вдоль улицы Нила.
- после 6:00 утра: объединённые силы начали атаку на сидячий лагерь, оставив узкий путь для выхода протестующих. Ополчение начало сжигать палатки и стрелять без разбора, оставив сотни погибших и раненых и бросив многие тела в Нил[30].

## Последствия
На следующий день 4 июня ПВС отменил все договоренности, достигнутые в ходе переговоров с оппозиционным альянсом о создании переходной администрации. Стороны ранее договорились о формировании парламента и правительства, которые подготовят систему к выборам через три года. Лидеры оппозиционного Альянса за свободу и перемены заявили, что открытая кампания гражданского неповиновения будет и впредь пытаться отстранить Совет от власти. Лидеры также добавили, что переговоры больше не уместны.
В Хартуме множество дорог было заблокировано демонстрантами, магазины были закрыты, а улицы в основном пусты. Автомобили Сил быстрой поддержки патрулировали улицы в Омдурмане, на другой стороне реки Нил в Хартуме, и стреляли в воздух.
Совет Безопасности ООН собрался по просьбе Великобритании и Германии, чтобы выслушать брифинг от посланника ООН Николаса Хейсома, который работал с Африканским союзом по урегулированию кризиса в Судане. Но Китай при поддержке России заблокировал попытку осудить убийства мирных жителей и немедленно призвать мировые державы осудить насилие.
5 июня Альянс за свободу и перемены призвал все страны и международные организации прекратить сотрудничество с Переходным Военным Советом Судана. Альянс также призвал международное сообщество начать расследование «продолжающихся нарушений и преступлений, совершаемых (ПВС) во всех городах и населённых пунктах, и немедленно положить этому конец». Как сообщили в Центральном комитете врачей Судана, организации добровольцев-медиков, из Нила были извлечены десятки тел. Врачи рассказали, что их засыпали камнями, пытаясь скрыть истинное количество жертв.
6 июня Департамент мира и безопасности Африканского союза опубликовал заявление о незамедлительном приостановлении участия Судана во всех мероприятиях АС до создания переходного органа под руководством гражданских сил.
9 июня, в рабочий день в Судане, протестующие начали кампанию гражданского неповиновения, направленную на отстранение ПВС. Четыре человека были застрелены силами Совета в Хартуме. Поскольку дороги были заблокированы, были закрыты почти все предприятия, в том числе банки, общественный транспорт и международный аэропорт Хартума, где несколько авиакомпаний отменили свои рейсы в Судан после кровавой расправы. Пассажиры были оставлены в зал ожидания возле терминала вылета аэропорта. За всеобщей забастовкой последовало около 60-100 % рабочих, в зависимости от сектора, в общей сложности продлившейся 3 дня, а 12 июня последовало соглашение между ПВС и оппозицией об освобождении политических заключённых, приостановке забастовки и возобновлении переговоров.